# تونگ زی دان

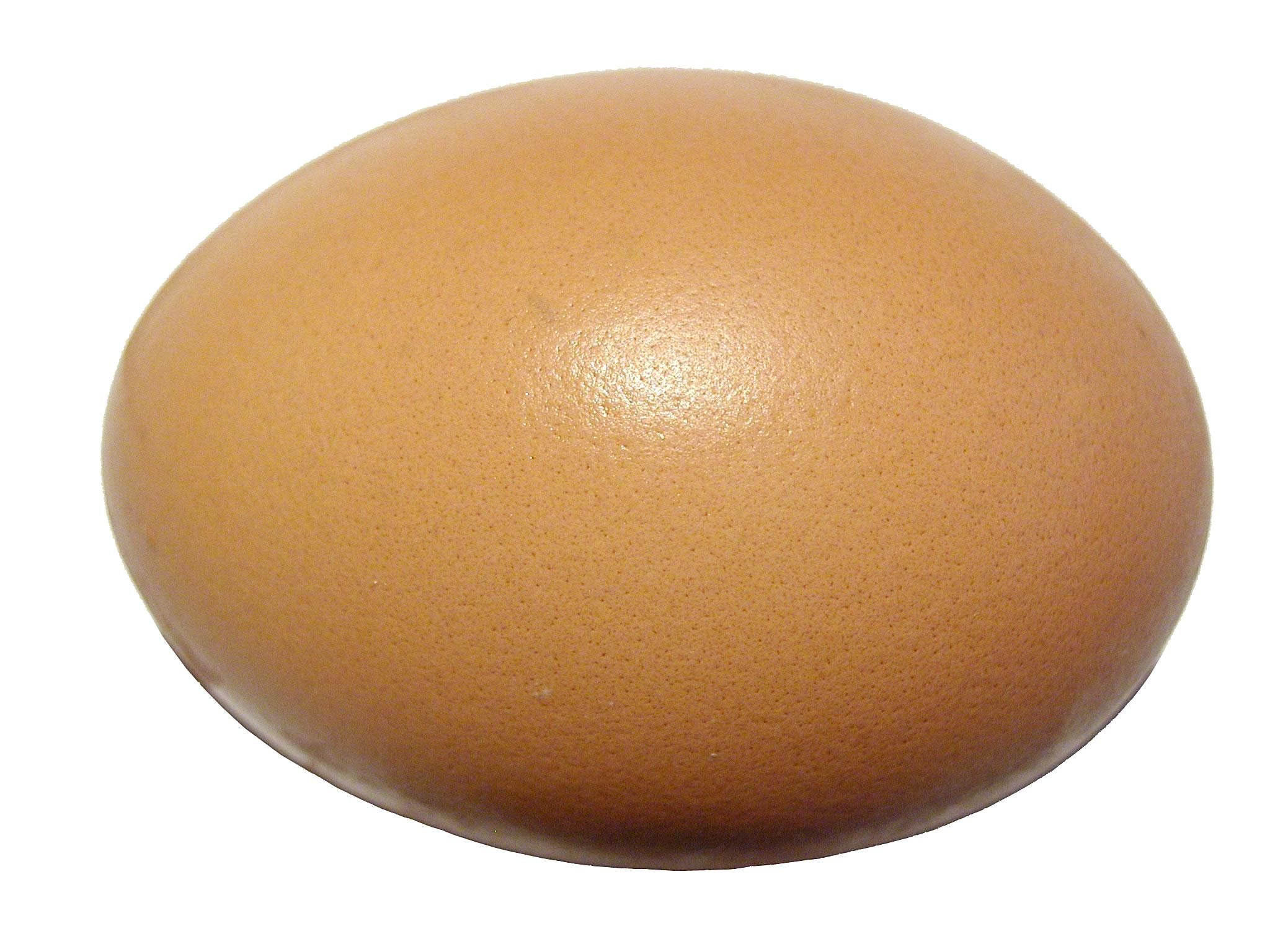
تونگ زی دان

تونگ زی دان (به چینی: 童子蛋) به‌معنی تخم‌مرغ پسر باکره یکی از خوراکی‌های سنتی و مورد علاقهٔ مردمان شهر دونگ‌یانگ چین است که برای تهیهٔ آن تخم‌مرغ را در ادرار پسربچه‌های نابالغ آب‌پز می‌کنند.
هر سال در آغاز فصل بهار، ادرار پسربچه‌های مدرسه‌ای (ترجیحاً زیر ۱۰ ساله) جمع‌آوری می‌شود و تخم‌مرغ‌هایی که در آن آب‌پز می‌شود به قیمت ۱/۵ یوان فروخته می‌شوند که تقریباً ۲ برابر قیمت یک تخم‌مرغ آب‌پز معمولی است. به باور مردمان دونگ‌یانگ مصرف تخم‌مرغ‌های آب‌پز شده در ادرار، حرارت بدن را کاهش می‌دهد، گردش خون را بهبود می‌دهد و در مجموع بدن را تقویت می‌کند.
این خوراکی معمولاً توسط فروشندگان عرضه می‌شود اما برخی اهالی دونگ‌یانگ با مراجعه به مدرسه‌ها و دریافت ادرار پسربچه‌ها، خودشان در منزل آن‌را تهیه می‌کنند.

## روش تهیه
ادرار مورد نیاز یا از توالت مدرسه‌ها جمع‌آوری می‌شود و معمولاً پسرهای مدرسه مستقیماً در سطل‌هایی که فروشندگان تخم‌مرغ‌ها در مدارس قرار داده‌اند ادرار می‌کنند. تخم‌مرغ‌ها را به ادرار آغشته و در آن آب‌پز می‌کنند. سپس پوستهٔ آن‌ها را ترک می‌دهند و آب‌پز کردن را با حرارت کم ادامه می‌دهند
تا تخم‌مرغ‌ها کاملاً عطر و طعم ادرار را به‌خود بگیرند؛ روندی که معمولاً یک روز طول می‌کشد.